# Primula flaccida
Primula flaccida är en viveväxtart som beskrevs av Nambiyath Puthansurayil Balakrishnan. Primula flaccida ingår i släktet vivor, och familjen viveväxter. Inga underarter finns listade i Catalogue of Life.